# Prionops caniceps
Prionops caniceps là một loài chim trong họ Prionopidae.